# 張選 (嘉靖庚戌進士)
張選（1507年—？），字士直，浙江寧海縣人，直隸揚州府高郵州軍籍，明朝政治人物。

## 生平
嘉靖十三年（1534年）甲午科應天府鄉試第七十九名舉人。嘉靖二十九年（1550年）中式庚戌科會試第一百五十三名，二甲第六十八名進士。历官兵部员外郎，三十五年二月升江西按察司佥事，以耿介忤時，贬岳州判官，後致仕。

## 家族
曾祖張忠，壽官；祖父張鏜；父張湧，封工部郎中。母宣氏（封宜人）。永感下。兄张道，澤州知州；弟张逊，济南知府；张遵；张逵，七品散官。